# Karl-Friedrich Merten
Karl-Friedrich Merten (* 15. August 1905 in Posen; † 2. Mai 1993 in Waldshut-Tiengen) war ein deutscher Marineoffizier und U-Boot-Kommandant im Zweiten Weltkrieg.

## Leben
Merten war der Sohn eines Lokalpolitikers und späteren Bürgermeisters von Elbing. Nach dem Abitur in Köslin trat er am 1. April 1926 in die Reichsmarine Crew 1926 ein. Nach der Grundausbildung auf dem Dänholm bei Stralsund wurde er im Mai 1926 als Seekadett auf das Segelschulschiff Niobe kommandiert. Von November 1926 bis März 1928 machte er auf dem Leichten Kreuzer Emden eine Auslandsreise mit, die einmal um die Welt führte. Anschließend kam Merten, am 1. April 1928 zum Fähnrich zur See befördert, auf die Marineschule Mürwik. Ab Februar 1930 diente er auf dem Linienschiff Schleswig-Holstein und ab Ende September 1930 auf dem Leichten Kreuzer Königsberg.
Am 1. Oktober 1930 wurde er zum Leutnant zur See befördert. Es folgten diverse Lehrgänge an der Schiffsartillerie-Schule in Kiel-Wik sowie Kommandos auf Torpedobooten und als II. AO (Zweiter Artillerieoffizier) auf den Leichten Kreuzern Karlsruhe und Leipzig. Am 1. Oktober 1937 übernahm er, nunmehr zum Kapitänleutnant befördert, mit dem Flottenbegleiter F-7 sein erstes eigenes Kommando, welches er bis zum 12. Februar 1939 behielt. Von Juli 1939 bis Mai 1940 war er als Kadettenoffizier auf der Schleswig-Holstein. Die Beschießung der Westerplatte durch dieses Schiff gilt als der Beginn des Zweiten Weltkrieges. Im April 1940 nahm die Schleswig-Holstein im Rahmen des Unternehmens Weserübung an der Besetzung Dänemarks teil.
Mertens Karriere als U-Boot-Fahrer begann, nachdem er von Mai 1940 bis September 1940 eine Unterseebootsausbildung absolviert hatte anschließend als Kommandantenschüler von Heinrich Liebe auf U 38, mit dem er im Herbst 1940 eine Feindfahrt mitmachte und in dieser Position bis Januar 1941 blieb. Am 11. Februar 1941 stellte er als Kommandant U 68 in Dienst. Mit diesem Boot machte er insgesamt fünf Feindfahrten, auf denen er im Nord- und Südatlantik sowie in der Karibik operierte. Auf der zweiten Fahrt konnte Merten die Besatzungen des versenkten Hilfskreuzers Atlantis sowie des Hilfsschiffes Python über Tausende von Seemeilen nach Hause bringen. Für die Führung von U 68 wurde er mit dem Ritterkreuz des Eisernen Kreuzes ausgezeichnet.
Am 6. November 1942 torpedierte Merten das ehemalige Passagierschiff City of Cairo, das nun als Versorgungsschiff eingesetzt wurde, aber auch weiterhin Passagiere beförderte. Merten teilte den überlebenden Passagieren und Besatzungsmitgliedern ihre Position mit. 207 Personen konnten gerettet werden.
Seine beiden letzten Fahrten gehörten mit jeweils über 50.000 BRT versenktem Schiffsraum zu den erfolgreichsten Feindfahrten des Zweiten Weltkrieges. Insgesamt versenkte Merten 29 Schiffe mit über 170.000 BRT und wurde dafür mit dem Ritterkreuz mit Eichenlaub ausgezeichnet. Mit dieser Verleihung und der vorangegangenen Auszeichnung mit dem U-Boot-Kriegsabzeichen erhielt er nun das U-Boot-Kriegsabzeichen mit Brillanten.
Korvettenkapitän Merten gab das Kommando über U 68 Anfang 1943 ab und war von Februar 1943 bis April 1943 Chef der 26. U-Flottille in Pillau. Im April 1943 übernahm er mit Unterbrechung im Mai/Juli 1944 die 24. U-Flottille in Memel. Am 1. Januar 1944 folgte die Beförderung zum Fregattenkapitän. Im Oktober 1944 verlegte Merten die Flottille bei Annäherung der Roten Armee zunächst nach Gotenhafen. Im März 1945 wurde die Flottille in Hamburg aufgelöst. Zwischenzeitlich war er von der Einrichtung der Dienststelle im Mai 1944 bis Juni 1944 Führer der U-Boote Mitte. Anschließend wurde Merten in das Führerhauptquartier kommandiert, wo er als Marinevertreter einem Hitler persönlich unterstellten fliegenden Standgericht des Führers zugeteilt wurde, die Teilnahme jedoch verweigerte. Bis Kriegsende war er zur Verfügung des Marineoberkommandos West gesetzt. Er erhielt noch am 1. Mai 1945 die Beförderung zum Kapitän zur See in der sogenannten Alpenfestung. Am 25. Juni 1945 wurde Merten aus der Kriegsgefangenschaft entlassen.
Im November 1948 wurde Merten, der zu dieser Zeit in Wiesbaden lebte, von den Franzosen verhaftet und wegen der angeblich widerrechtlichen Versenkung des französischen Tankers Frimaire im Juni 1942 vor Panama angeklagt. Der Prozess in Paris endete mit einem Freispruch. Die Frimaire, die zur Vichy-Regierung gehörte, war weder angemeldet noch ordnungsgemäß gekennzeichnet gewesen. Im März 1949 wurde er aus der Kriegsgefangenschaft entlassen.
Er bemühte sich später erfolglos um die Aufnahme in die Bundesmarine. Bis 1974 arbeitete er in der zivilen (Binnen-)Schifffahrt. Als sich der ehemalige U-Boot-Kommandant Erich Topp in den Nachkriegsjahren für eine Rehabilitierung des 1944 zum Tode verurteilten und daraufhin hingerichteten Oskar Kusch einsetzte, stellten Merten, Hans-Rudolf Rösing und andere sich gegen dieses Ansinnen. Mertens Lebenserinnerungen wurden postum unter dem Titel Nach Kompaß veröffentlicht.
Im Jahr 1986 gab Karl-Friedrich Merten in Zusammenarbeit mit dem ehemaligen U-Boot-Kommandanten Kurt Baberg ein Buch mit dem Titel Wir U-Bootfahrer sagen Nein: So war das nicht! heraus. Die Autoren befassten sich mit den Werken Lothar-Günther Buchheims, besonders mit seinem Werk Die U-Boot-Fahrer, teilweise auch mit Buchheims berühmtem Roman Das Boot. Sie wollten Fehler und Tendenzen in der Darstellung der Vorgänge und des Dienstes auf einem deutschen U-Boot im Zweiten Weltkrieg nachweisen.